# Trichocorixa arizonensis
Trichocorixa arizonensis är en insektsart som beskrevs av Sailer 1948. Trichocorixa arizonensis ingår i släktet Trichocorixa och familjen buksimmare. Inga underarter finns listade i Catalogue of Life.